# Neurachninae
Neurachninae Clayton & Renvoize, 1986 è una sottotribù di piante angiosperme monocotiledoni appartenente alla famiglia delle Poacee (o Gramineae, nom. cons.), sottofamiglia Panicoideae.

## Etimologia
Il nome della sottotribù deriva dal genere tipo Neurachne R. Br. il cui nome deriva da due parole greche: "neuron" (= nervoso) e "achne" (= squama); nome dato per le glume di queste piante vistosamente nervose.
Il nome scientifico della sottotribù è stato definito dai botanici contemporanei S. D. Clayton e Stephen Andrew Renvoize nella pubblicazione "Kew Bulletin. Kew, England" (Kew Bull., Addit. Ser. 13: 377. 1986.) del 1986.

## Descrizione

### Portamento
Il portamento delle specie di questo gruppo in genere è cespitoso con cicli biologici perenni. A volte sono presenti dei corti rizomi oppure stoloni. I culmi possono essere decombenti o genicolati; in Cleistochloa i culmi sono sottili. I nodi possono radicare. Altezza massima delle piante: 200 cm.

### Foglie
Le foglie lungo il culmo sono disposte in modo alterno, sono distiche e si originano dai vari nodi. Sono composte da una guaina, una ligula e una lamina. Le venature sono parallelinervie. Possono essere presenti dei pseudopiccioli.
- Guaina: la guaina è abbracciante il fusto.
- Ligula: le ligule sono membranosa; la membrana termina con una frangia di peli.
- Lamina: la lamina (persistente oppure decidua - la disarticolazione avviene all'altezza della ligula) ha delle forme generalmente lineari o lanceolate (piatte). I margini fogliari possono essere cartilaginei.

### Fiori

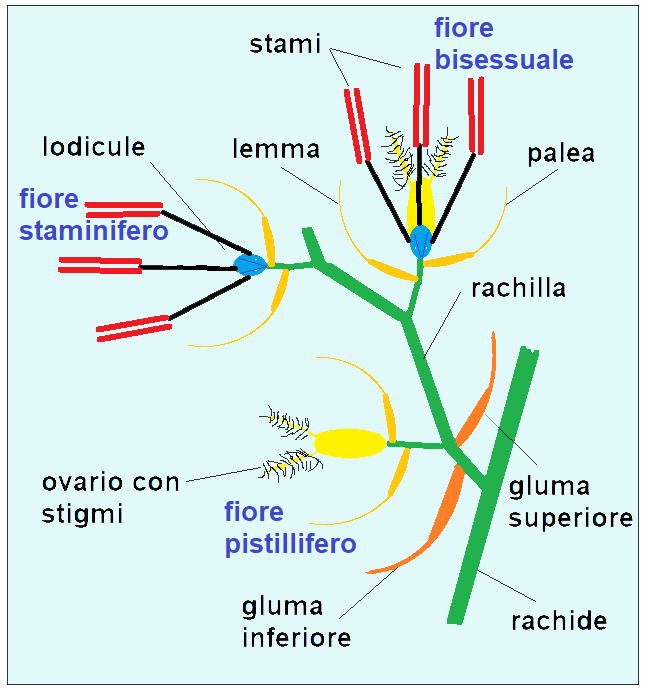
Spighetta generica con tre fiori diversi

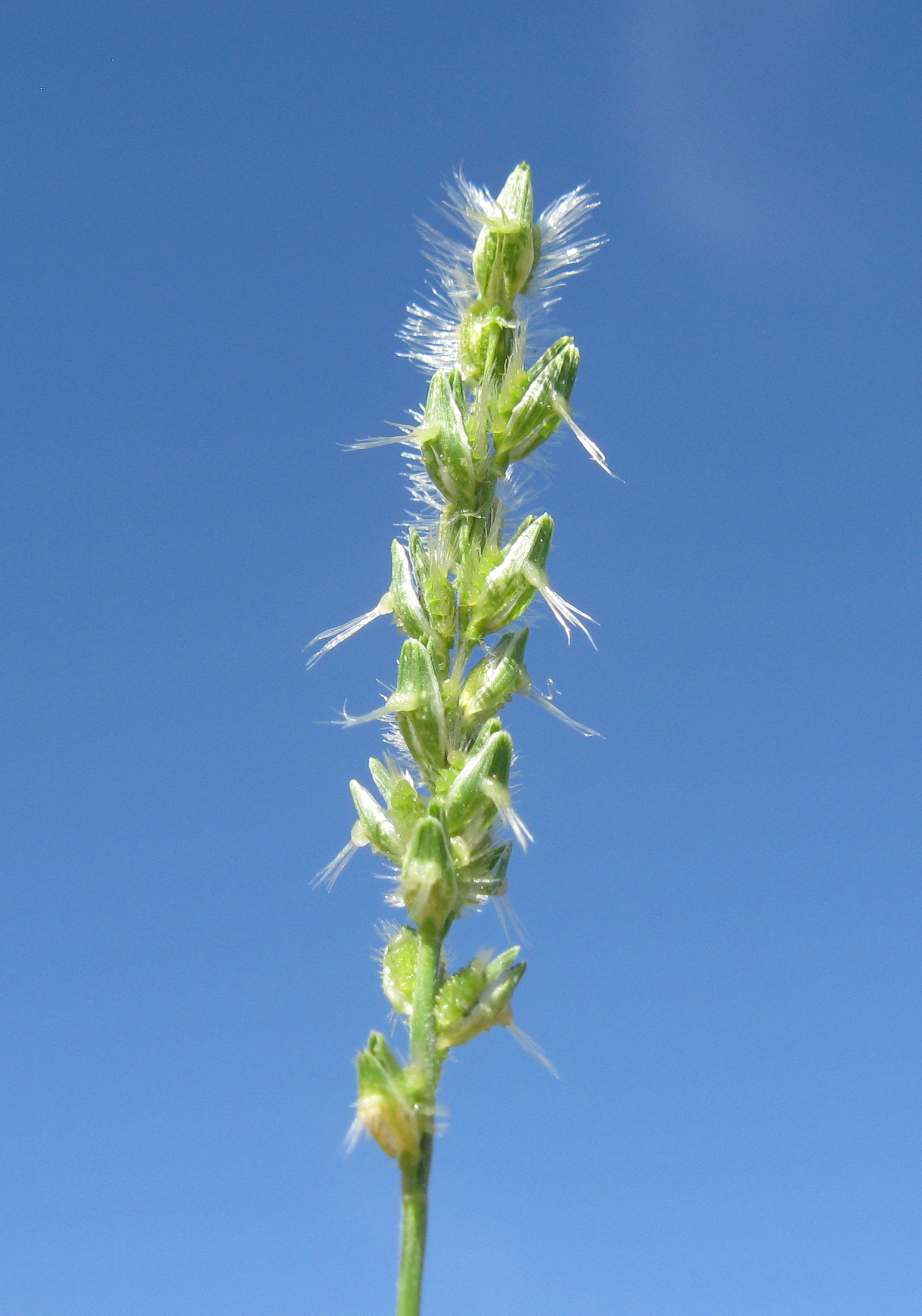
Infiorescenza
Thyridolepis mitchelliana

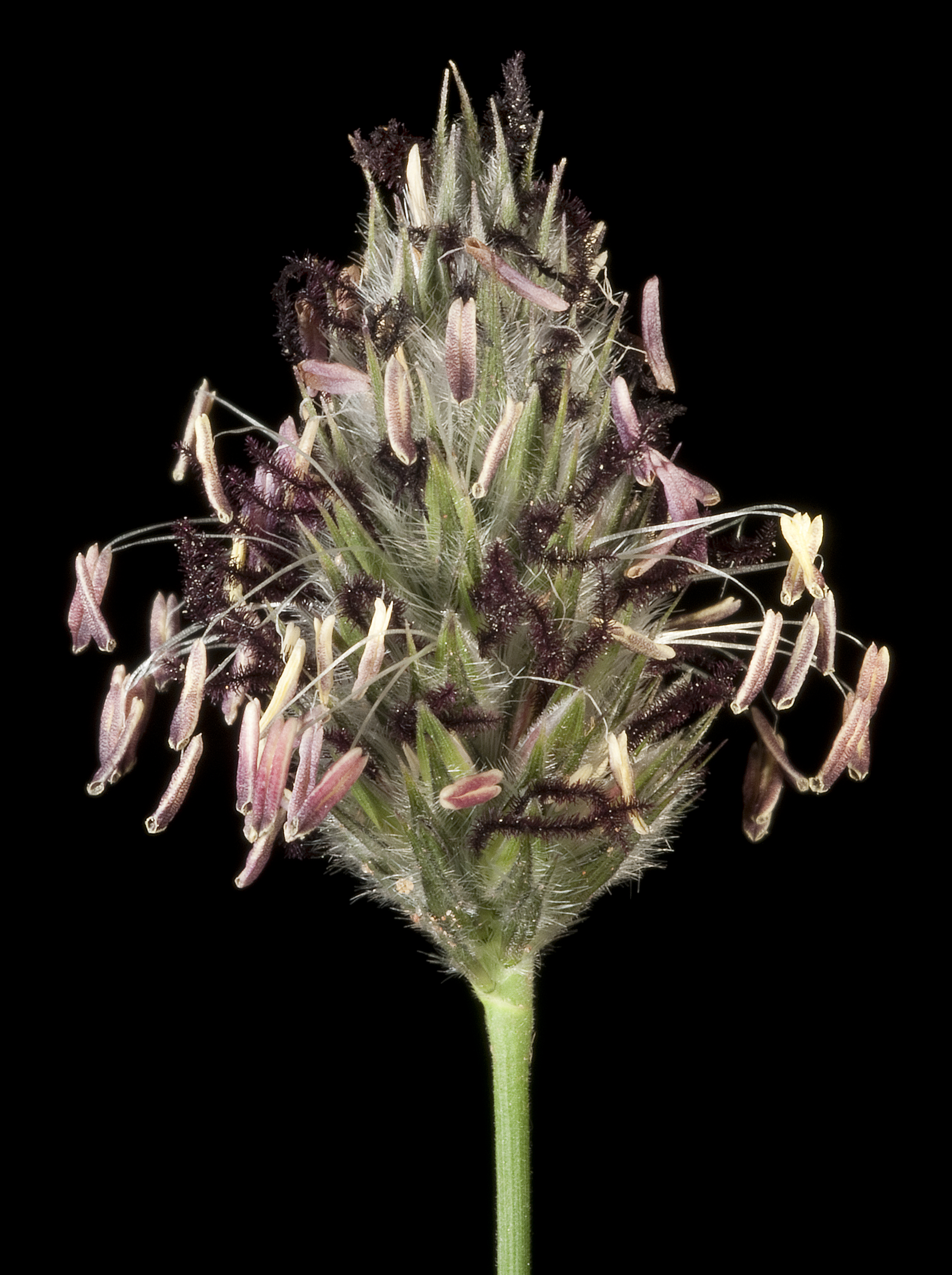
I fiori
Neurachne alopecuroidea

- Infiorescenza principale (sinfiorescenza o semplicemente spiga): le infiorescenze, capitate e terminali, in genere non sono ramificate (o con rami primari non ramificati, o rami primari ramificati formanti rami di ordine superiore ma molto corti) e sono formate da alcune spighette sessili o peduncolate (in coppia o solitarie) ed hanno la forma di una pannocchia densa. Alcune pannocchie sono unilaterali. In Cleistochloa le spighette sono fino a 6.
- Infiorescenza secondaria (o spighetta): le spighette, compresse dorsalmente con forme ellittiche o oblunghe, sottese da due brattee distiche e strettamente sovrapposte chiamate glume (inferiore e superiore), sono formate da uno o più fiori (quello inferiore è ridotto a un lemma).  Possono essere presenti dei fiori sterili; in questo caso sono in posizione distale rispetto a quelli fertili. Alla base di ogni fiore sono presenti due brattee: la palea e il lemma. La disarticolazione avviene con la rottura della rachilla sopra o sotto le glume. In Cleistochloa le spighette sono cleistogame. Sulla palea e il lemma possono essere presenti dei peli pustolosi e uncinati. Lunghezza delle spighette: fino a 12 mm.

- Glume: le glume sono membranose eventualmente con bordi ialini, con o senza barbe; le forme sono da ovate a lanceolate con superficie glabra o pubescente. La gluma inferiore può mancare o essere minuta. In Neurachne le glume sono indurite e allungate come le spighette.
- Palea: la palea, eventualmente carenata (o bicarenata), è membranosa o coriacea con o senza barbe.
- Lemma: il lemma è membranoso eventualmente con bordi ialini o precisi, con o senza barbe; le forme sono ovate, lanceolate o oblunghe. In Thyridolepis termina con un becco.

I fiori fertili sono attinomorfi formati da 3 verticilli: perianzio ridotto, androceo  e gineceo.
- Formula fiorale:

*, P 2, A (1-)3(-6), G (2–3) supero, cariosside.
- Il perianzio è ridotto e formato da due lodicule, delle squame traslucide, poco visibili (forse relitto di un verticillo di 3 sepali). Le lodicule hanno una consistenza carnosa.

- L'androceo è composto da 3 stami ognuno con un breve filamento libero, una antera sagittata e due teche. Le antere sono basifisse con deiscenza laterale. Il polline è monoporato.

- Il gineceo è composto da 3-(2) carpelli connati formanti un ovario supero. L'ovario, glabro, ha un solo loculo con un solo ovulo subapicale (o quasi basale). L'ovulo è anfitropo e semianatropo e tenuinucellato o crassinucellato. Lo stilo, breve, è unico con due stigmi in genere piumosi.

### Frutti
I frutti sono del tipo cariosside, ossia sono dei piccoli chicchi indeiscenti, con forme ovoidali, nei quali il pericarpo è formato da una sottile parete che circonda il singolo seme. In particolare il pericarpo è fuso al seme ed è aderente. L'endocarpo non è indurito e l'ilo è puntiforme. L'embrione è provvisto quasi sempre di epiblasto ha un solo cotiledone (allungato) altamente modificato (scutello con fessura) in posizione laterale. I margini embrionali della foglia si sovrappongono.

## Biologia
Come gran parte delle Poaceae, le specie di questa sottotribù si riproducono per impollinazione anemogama. Gli stigmi più o meno piumosi sono una caratteristica importante per catturare meglio il polline aereo. 
La dispersione dei semi avviene inizialmente a opera del vento (dispersione anemocora) e una volta giunti a terra grazie all'azione di insetti come le formiche (mirmecoria).

## Distribuzione e habitat
Questa sottotribù è distribuita in Australia, nelle Filippine e in Nuova Caledonia

## Tassonomia
La famiglia delle Poacee comprende circa 800 generi e oltre 9.000 specie. È una delle famiglie più numerose e più importanti del gruppo delle monocotiledoni.La famiglia è suddivisa in 12 sottofamiglie, la sottotribù Neurachninae fa parte della sottofamiglia Panicoideae.

### Generi
La tribù si compone di 3 generi e 13 specie:
- Ancistrachne S.T.Blake (2 specie)
- Neurachne R.Br. (8 spp.)
- Thyridolepis S.T.Blake (3 spp.)

### Filogenesi
All'interno della famiglia Poaceae la sottofamiglia Panicoideae appartiene al clade "PACMAD" (formato dalle sottofamiglie Aristidoideae, Arundinoideae, Micrairoideae, Danthonioideae, Chloridoideae e Panicoideae). Questo clade con il clade BEP (formato dalle sottofamiglie Ehrhartoideae, Bambusoideae e Pooideae) forma un "gruppo fratello" (il clade BEP a volte è chiamato clade "BOP" in quanto la sottofamiglia Ehrhartoideae a volte è chiamata Oryzoideae). La sottofamiglia di questa voce, nell'ambito del clade "PACMAD", a parte la sottofamiglia Aristidoideae in posizione "basale", forma un "gruppo fratello" con il resto delle sottofamiglie del clade.
Il clade "PACMAD" è un gruppo fortemente supportato fin dalle prime analisi filogenetiche di tipo molecolare. Questo gruppo non ha evidenti sinapomorfie morfologiche con l'unica eccezione dell'internodo mesocotiledone allungato dell'embrione. Questo clade inoltre è caratterizzato, nella maggior parte delle piante, dal ciclo fotosintetico di tipo C4 (ma anche a volte tipo C3 in quanto ancestralmente era C3).
La sottotribù Neurachninae fa parte del secondo gruppo di tribù che si sono differenziate nell'ambito della sottofamiglia e in questo gruppo fa parte della supertribù "Panicodae"  L. Liu, 1980 e quindi della tribù Paniceae R.Br., 1814 e in questo ambito occupa, da un punto di vista filogenetico, una posizione centrale. La sottotribù è caratterizzata dall'avere infiorescenze con rami secondari ridotti e spighette disposte abassialmente. Nelle specie di questa sottotribù il ciclo fotosintetico è sia del tipo C3 che C4.
Il cladogramma seguente, tratto dallo studio citato, mostra una possibile configurazione filogenetica della sottotribù.
|  | \| \| Ancistrachne \| \| \| \| \| \| Neurachne \| \| \| \| |
|  |                                                            |
|  | Ancistrachne                                               |
|  |                                                            |
|  | Neurachne                                                  |
|  |                                                            |

|  | Ancistrachne |
|  |              |
|  | Neurachne    |
|  |              |

|  | \| \| Ancistrachne \| \| \| \| \| \| Neurachne \| \| \| \| |
|  |                                                            |
|  | Ancistrachne                                               |
|  |                                                            |
|  | Neurachne                                                  |
|  |                                                            |

|  | Ancistrachne |
|  |              |
|  | Neurachne    |
|  |              |

Il numero cromosomico delle specie di questa sottotribù è: 2n = 18, 36 e 54 (rilevato dal genere Neurachne).